# 龙鱼

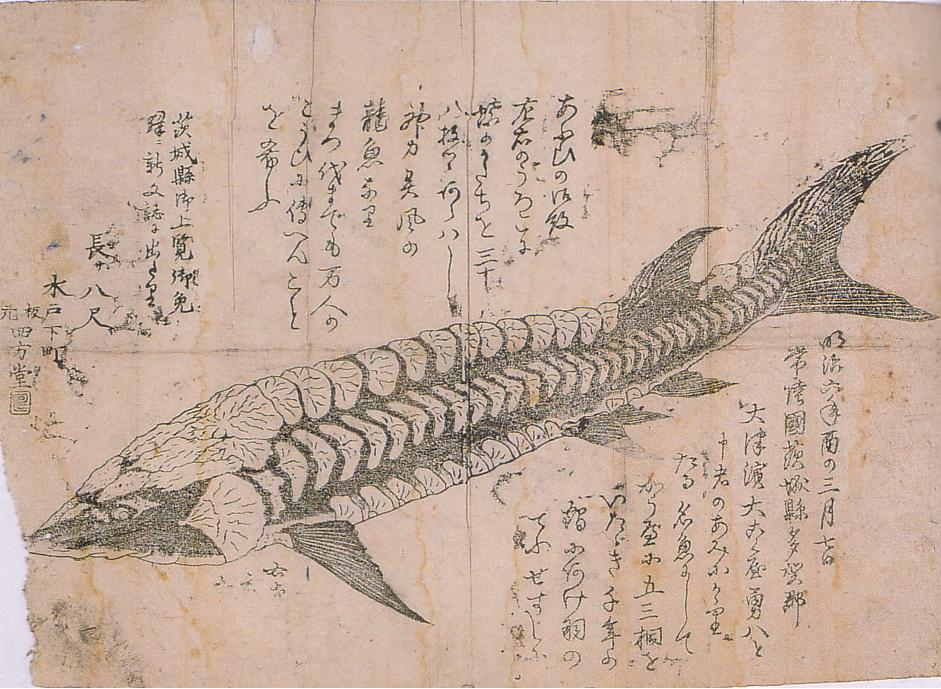
報導龍魚的印刷品

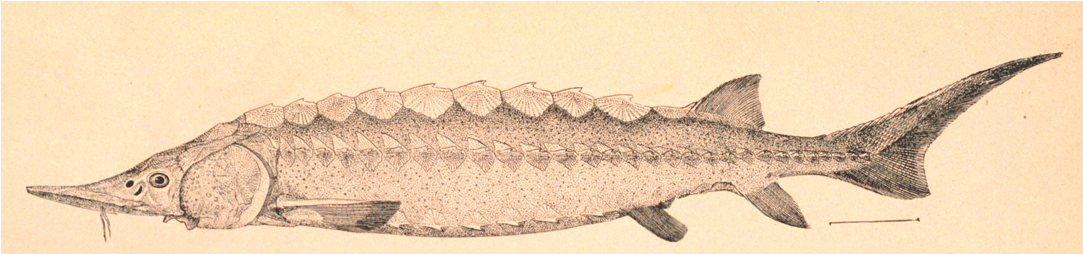
鱘魚

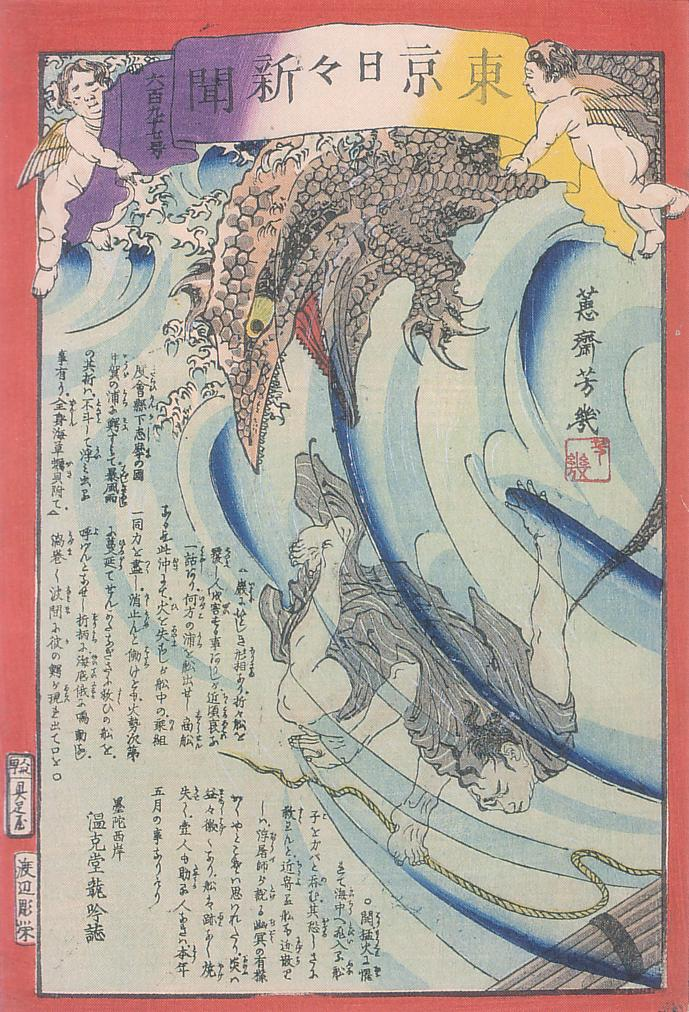
出現在度会縣（現・三重縣）的鰐魚（畫・落合芳幾）

龍魚（りゅうぎょ）是日本的未確認生物 (UMA) 、幻獸。在明治時代的報紙等可見相關記錄，多被視為吉兆。原形可能是鱘魚，類似的未確認生物還有鰐魚。

## 目擊例
1873年（明治6年）3月7日，在茨城縣多賀郡大津濱（現・北茨城市）捕獲頭部有五三桐、背上有葵紋、身體的左右有蝶形鱗片、全長8尺（約2.4m）的魚。因其外型被視為吉祥魚，目擊例不只一件，同時代的報紙可見多次類似的魚出現的報導。
根據其外型，有原形可能是鱘魚之說。
また，1875年（明治8年），在度会縣（現・三重縣）有稱作鰐魚的怪魚襲擊人類的紀錄，從外型的特徵來看，也有可能是鱘魚傳說化後的產物。

## 脚注
1. ↑  山口敏太郎（監修）『本当にいる日本の「未知生物」案内』、笠倉出版社、2005年、63頁
2. ↑  『本当にいる日本の「未知生物」案内』、125頁

## 關連項目
- 未確認動物